# Gnaeus Pinarius Cornelius Clemens
Gnaeus Pinarius Cornelius Clemens war ein römischer Politiker und Senator des 1. Jahrhunderts n. Chr.
Möglicherweise stammte Clemens aus Spanien. Vor dem Jahr 74, wohl 72, war Clemens Suffektkonsul. Von etwa 72/73 bis 74/75 war er Statthalter von Germania superior. Für seine Erfolge im rechtsrheinischen Dekumatland wurde er mit den Triumphinsignien ausgezeichnet. Im Jahre 74 ließ er von Tuttlingen bis Straßburg die sogenannte Kinzigtalvariante der Donausüdstraße ausbauen, die die Marschstrecke zwischen Augusta Vindelicorum (Augsburg) und Mogontiacum (Mainz) um 160 km oder sieben Tagesmärsche verkürzte. 
„Ob der Bau dieser neuen Querverbindung oder andere Ursachen zu einem neuen Vorstoss in den germanischen Raum Anlass gaben, ist nicht zu klären. Sicher aber unternahm der Kommandant des obergermanischen Heeres, Cn. Pinarius Cornelius Clemens, mit seinen Truppen, zu denen auch die aus Spanien herbeigeführte 7. Legion zählte, in den Jahren 73/74 einen Feldzug zum Neckar, was eine sukzessive Verlagerung der rechtsrheinischen Grenze zur Folge hatte. Zunächst entstand eine Reihe von Kastellen am oberen Neckar, welche das Lager von Hüfingen überflüssig machte. Etwas später wurden die Donaukastelle auf die Schwäbische Alb verlegt.“
Pinarius Cornelius Grabinschrift befindet sich (modern verbaut) im umbrischen Hispellum. Wahrscheinlich war Gnaeus Pinarius Cornelius Severus, Suffektkonsul im Jahre 112, sein Enkel.